# Miasto Poreč
Miasto Poreč (chorw. Grad Poreč, wł. Città di Parenzo) – jednostka administracyjna w Chorwacji, w żupanii istryjskiej. W 2011 roku liczyła 16 696 mieszkańców.